# Постурбанизм
Постурбани́зм (англ. Posturbanism; лат. Post urban — после города) — обобщающее название для социально-философских идей и течений в мировом искусстве, архитектуре и градостроительстве, возникшее в первое десятилетие XXI века.

## Происхождение термина
Одним из первых словосочетание Пост урбанизм (англ. Post Urbanism) использовал в своих статьях и полемических выступлениях начала 2000-х годов профессор архитектуры Мичиганского университета Дуглас Келбо (англ. Douglas Kelbaugh).
Не давая определения термину, он понимал его скорее как сумму тенденций в современной архитектуре и градостроительстве, не имеющую четко сформулированной концептуальной программы. Рассматривая её в противопоставлении таким явлениям, как: Новый урбанизм и Ре урбанизму (англ. Re-Urbanism).
Из статьи Дугласа Келбо:

Помимо традиционного «рыночного» урбанизма, который волей-неволей меняет облик американских городов и пригородов, существует по крайней мере три заметные тенденций урбанизма: повседневный урбанизм, новый урбанизм и то, что я называю пост урбанизмом.Оригинальный текст (англ.)Beyond the conventional "market" urbanism that is willy-nilly changing the face of American downtowns and suburbs, there are at least three self-conscious schools of urbanism: Everyday Urbanism, New Urbanism, and what I call Post Urbanism.
Вслед за Дугласом Келбо узко-профильное (и излишне пафосное) понимаемое термина, в контексте современной городской архитектуры, предлагает и исследователь из Университета Майами Карл Джометти (англ. Carl Giometti), в своей статье «Integrating Urbanisms: Growing Places Between New Urbanism and Post-Urbanism» (2006) он пишет:

Пост-урбанизм необходим для создания уникального, для отхода от банального контекста. Если новостройки урбанистов напоминают модель архитектуры Walmart, то пост-урбанисты — это Gucci архитектуры. Пост-урбанисты — законодатели моды, иконы и приверженцы авторского права. Отказ от контекста дал архитекторам невероятные возможности в создании пространств. Иными словами, отвергая идеологические архитектурные «центры», они, в конечном итоге, создают ещё более сильные.Оригинальный текст (англ.)Post-Urbanism is necessary for the creation of the unique, the departure from communal context. If New Urbanists developments resemble the "Wal-Mart model" of architecture, Post-Urbanists are the Gucci of architecture. Post-Urbanists are the trendsetters, the icons, and signature practitioners. Their rejection of context has given its architects incredible proficiency at creating places. Put another way, in their rejection the ideological "centers" of architecture, they end up creating even stronger ones.

### Постурбанизм в России
В России термин Постурбанизм появился независимо от бытования в США, и впервые был употреблён Алексеем Парыгиным в философском категорийном контексте. Благодаря чему понятие Постурбанизм обрело значительно более широкую смысловую трактовку, во многом связанную с концепцией его Проекта Постурбанизм, который художник последовательно реализует с 2000 года. Впоследствии сформулировав основную идею проекта в Манифесте постурбанизма:
<…> Искусство, как и вся современная культура давно утратило четкие ценностные критерии, смысл и цель движения. Одна из основных проблем современного социума, почти полная потеря способности к самопознанию и самоидентификации. Цивилизация деградирует. Агония ещё продолжается, поддерживая иллюзию жизни, но существо вопроса от этого не меняется. Перманентный экономический и социальный кризис — это, в первую очередь, кризис сознания. В недалеком будущем доминанта прямолинейного рационального мышления неизбежно приведет к полному самоуничтожению человечества.
Единственный путь к спасению — это идеи и философия постурбанизма. Естественная среда, которая окружает нас везде, станет вашим домом и мастерской, вашим экспозиционным пространством и вашим музеем. Постурбанизм — это иное сознание, иные цели. Постурбанизм — это жизнь вне современной цивилизации, жизнь после цивилизации.
Парыгин трактует понятие Постурбанизм, как социально-философскую идею, основа которой заключается в том, что современное общество исчерпало лимит концентрации в незначительном количестве материальных и интеллектуальных центров. Можно констатировать, что мегаполисы, как вожделенные точки схода перенасыщены, как в буквальном, так и в метафизическом смысле. Они становятся зонами, всё чаще порождающими не жизнь, но смерть. Последняя пандемия коронавирусной инфекции COVID-19 наглядное тому подтверждение. В случае достижения точки максимального сжатия, как логичное следствие, должен последовать сверхмощный взрыв, тектонический сдвиг в мироустройстве. Апокалипсис, порождённый технократизмом человека цифровой эпохи.
В области градостроительства идеальным постурбанистическим жильём станут постройки, которые будут полностью интегрированы в естественный ландшафт: дома-гнёзда, подземные города и дома-землянки, дома и города-пещеры. Дома растворившиеся в окружающей среде, ставшие её неотъемлемой частью, физически поросшие мхом и кустарниками, или созданные посредством использования стеклянных и зеркальных панелей, естественных материалов.
Говоря о том, что маркером постурбанистических тенденций в современном социуме, в значительной мере, является постоянно увеличивающийся интерес к архаичным практикам кланово-племенной идентификации: татуировки, скарификация, пирсинг, различные виды деформации тела, вживление имплантатов и клеймение. Современные субкультуры уже не ограничиваются исключительно сленгом, граффити или внешним имиджем. Такой социальный вектор не является случайным и временным явлением. Скорее наоборот, природа человека, его спрессованное искусственными границами архетипическое начало ищет выход.
Близкую точку зрения, но с позиции архитектура, высказывает в своих заметках «Архитектура постурбанизма», доктор искусствоведения Александр Раппапорт:
Начало 21 века и третьего тысячелетия довольно ясно показывает, что городам подходит конец. «Планиты для землянитов», снившиеся Малевичу, нам уже надоели. Понятна ещё не достигшая своего акме инертная задача — превратить город в более человеческое место для жизни. Но все же это похоже на попытки организовать для безногих забег с препятствиями. Урбанизм асфальта и рельсов в следующем тысячелетии уступит место речной цивилизации с небольшими поселениями, в которых все возможности современной коммуникации и культуры будут доступны в уютных коттеджах или небольших городках. Постурбанизм и постархитектура могли бы стать своего рода интегративной платформой для такого рода мышления и смогли бы сформировать новый тип проектно-философской школы постгородской цивилизации. Людям не нужно перенаселение своей уникальной планеты — человечеству достаточно сохранить некий оптимум, поддающийся сознанию и сохраняющий свое невиданное очарование.